# 戴元禮
戴元禮（1324年—1405年），名思恭，字元禮，一名原礼，以字行。一字复庵，号肃斋，婺州浦江（今浙江省浦江县）人，世居浦江九灵山下（今诸暨市马剑镇马剑村）。元末明初医家。
元禮幼习儒学，兼及星相、卜卦、堪舆，也涉及医书。年轻时從師名医义乌朱震亨（朱丹溪），丹溪喜欢他的聪敏，尽以医术传授。戴元禮治学极勤，尽得所传，果为名医。深精医术及诸家要旨，治疗每有良效。
明朝洪武十九年（1386年），太祖朱元璋病，诏戴元禮诊治，药到病除。不久被召入京城征为太医院御医，凡所诊治，疗效卓著，颇受朱元璋重视，委以太医院主持，后来授迪功郎，准他雨天不用上朝。
燕王朱棣患病，腹部腫大。太祖派他去诊治，他问燕王有甚麼嗜好，下人回答爱吃生芹菜。戴元禮说：“得之矣！”於是投入一劑药，是夜肚中之物暴下，皆為細小菜蟲，病癒。
晋王朱棡得病，戴元禮治疗病癒，随后复发，即卒。太祖大怒逮捕王府的医生们。戴元禮从容进言：“臣前奉命视王疾，启王曰：今即愈，但毒在膏肓，恐复作，不可疗也，今果然矣。”医生们于是免於被大清洗。
太祖臨死前，獨召元禮至榻前，曰：「汝仁義人也。事無預汝，無恐。」洪武三十一年（1398年）五月，太祖病亡，惠宗（建文帝）即位，御医被杀者甚多，独戴元禮擢任太医院使。
燕王朱棣發動靖難之變而稱帝，是為明成祖，改元永乐，永乐元年（1403年）以年老多病辞官而去。次年十月，明成祖派使者再召，戴元禮卧病，未赴。永乐三年（1405年）再被明成祖征召，又授太医院使。十月辞归。当年冬，戴元禮得病，嘱付子侄“积善守法”，言罢而卒。著有《證治備要》。有弟子王賓。
戴元禮受其师朱丹溪之影响，著有《证治要诀》、《证治类元》、《证治类方》、《推求师意》、《类证用药》、《戴复庵方书》诸书，都是重新编写朱震亨著作而成，附以己意，多有发挥。又著有《订正丹溪先生金匮钩玄》三卷，订正丹溪朱震亨的《金匮钩玄》。将朱震亨的著述进行整理和释义，并对朱氏学说有所阐发。